# Camera legislativa (Uzbekistan)
La Camera legislativa dell’Uzbekistan (in uzbeco Oʻzbekiston Respublikasi Oliy Majlisi / Qonunchilik palatasi?) è la camera bassa dell’Oliy Majlis. Essa è affiancata dal Senato, che svolge il ruolo di camera alta.

## Composizione e poteri
La Camera legislativa è composta da 150 deputati, aventi mandato quinquennale. Essi rappresentano il popolo e compongono il potere legislativo del paese, esercitato appunto dall’Assemblea (che è, tra le due, la camera dominante), la quale ha, oltre al compito di legiferare, quello di redigere il bilancio statale.